# William Cockburn
William Cockburn, född 1 mars 1902 i Toronto, död 21 mars 1975, var en kanadensisk ishockeyspelare.
Cockburn blev olympisk guldmedaljör i ishockey vid vinterspelen 1932 i Lake Placid.